# ويليام برينان
ويليام برينان (بالإنجليزية: William Brennan)‏ هو نقابي وسياسي أسترالي، ولد في 10 سبتمبر 1865 في أستراليا، وتوفي في 8 أكتوبر 1937 في أستراليا. حزبياً، نشط في حزب العمال الأسترالي. وقد انتخب عضو الجمعية التشريعية نيو ساوث ويلز وانتخب عضو المجلس التشريعي نيو ساوث ويلز.